# Bataille de Kressenbrunn
La bataille de Kressenbrunn est une bataille décisive victorieuse du roi Ottokar II de Bohême contre le roi Béla IV de Hongrie. Elle a lieu en juillet 1260 dans le sud-est de la plaine de Marchfeld près du village de Kressenbrunn dans le duché d'Autriche.

## Contexte
Après l'extinction de la maison de Babenberg à la mort du duc Frédéric II le Querelleur en 1246, les fiefs impériaux d'Autriche et de Styrie étaient vacants. En 1252, Ottokar, prince de Bohême, se maria à Marguerite de Babenberg, sœur  de Frédéric II. Cela lui permet de prendre le pouvoir en Autriche, et il revendiqua également la seigneurie sur la Styrie voisine. En même temps, néanmoins, la nièce de Frédéric II, Gertrude de Babenberg, épousait Roman de Halytch, fils du prince Daniel de Galicie, et le prince Étienne, fils du roi Béla IV de Hongrie, a été proclamé duc de Styrie.
Le roi hongrois veut arrêter l'expansion du pouvoir de la Bohême. Un premier conflit armé éclate après l'accession au trône d'Ottokar en 1253. Grâce à la médiation du pape Innocent IV, on a mis fin aux combats et il a été convenu que la Styrie entre dans la sphère hongroise. Toutefois, la paix ne dura pas.

## Prélude
Dès le printemps 1260, Béla s'allie au roi Daniel de Galicie et le grand-duc de Cracovie, Boleslav V, princeps de Pologne. Parmi ses alliés, il y a aussi des Serbes, des Bulgares, des Valaques et des Grecs. Le général mongol Boroldai envoie aussi ses guerriers. 
Selon certaines sources, l'armée de Béla atteint un effectif de 30 à 40 000 hommes. L'armée d'Ottokar, composée de Bohémiens, de Moraves et d'Autrichiens et renforcée par des troupes des margraves de Brandebourg, de Misnie et d'unités de Silésie, compterait entre 30 et 35 000 hommes, dont des cavaliers en armure. L'armée de Bohême se rassemble près de la ville autrichienne de Laa sur la Thaya, près de la frontière morave.

## Déroulement
Pendant un certain temps, les deux armées se postent à la frontière entre l'Autriche et la Hongrie, les Bohémiens sur la rive droite de la Morava et les Hongrois sur la rive gauche. Aucun des deux rois ne veut traverser la rivière par peur du malheur. Enfin, Ottokar propose au roi hongrois Béla que, dans des conditions chevaleresques, l'une des armées puisse traverser le fleuve sans être attaquée par l'ennemi. Certains des soldats bohémiens se sont retirés profondément dans le pays, car ils ne s'attendaient pas initialement à une attaque des Hongrois.
Cependant, le prince Étienne, fils du roi hongrois, profite de cette situation pour attaquer et rencontre les soldats bohémiens lourdement armés à cheval auprès du village de Kressenbrunn. Ottokar rappelle les groupes stationnaires. Dirigées par le burgrave de Prague Jaroš z Poděhuz, les troupes montées prennent d'assaut les Hongrois. Peu de temps après, le maréchal de Bohême Wok von Rosenberg et ses hommes rejoignent le combat. Ils repoussent la première attaque des Hongrois et le prince Étienne, grièvement blessé, dut quitter le terrain. Après l'arrivée du reste des armées tchèques, l'armée hongroise s'enfuit. Elle aurait perdu 10 000 hommes sur le terrain, dont beaucoup se sont noyés dans la rivière.

## Conséquences
Le 12 juillet, Béla propose des négociations de paix. Ottokar reçoit la Styrie lors de la paix de Vienne conclue le 31 mars 1261, et pour renouveler la paix, on décide qu'Ottokar épouserait la petite-fille de Béla, la princesse Cunégonde de Halytch.

## Commémoration

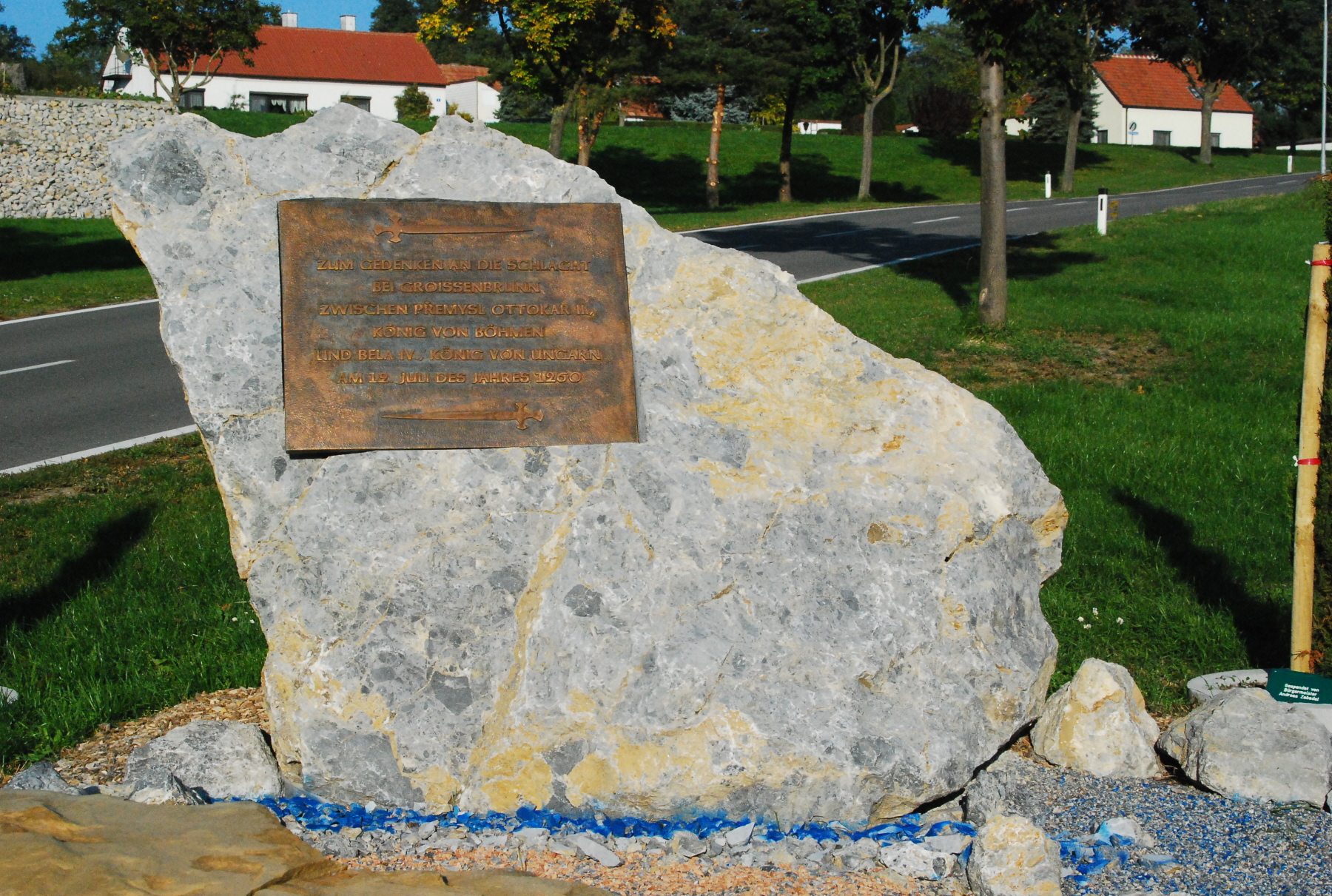
Mémorial à Groißenbrunn.

Un mémorial est dédié pour commémorer la bataille en 2010, à l'occasion de son 750e anniversaire. Le mémorial se situe à la limite est de la commune de Groißenbrunn, sur la Schloßhofer Straße. La plaque de bronze est conçue par Vladislav Plekanec.

## Source de traduction
1. ↑  C. Krofta, « Tchèques et Slovaques jusqu'à leur union politique », Le Monde slave,‎ avril 1933, p. 328 (lire en ligne)
2. ↑  (de) Hans Werner Richter, Mittendrin : Die Tagebücher 1966-1972, C.H.Beck, 2012, 383 p. (ISBN 9783406638435, lire en ligne)

- (de) Cet article est partiellement ou en totalité issu de l’article de Wikipédia en allemand intitulé « Schlacht bei Kressenbrunn » (voir la liste des auteurs).